# Henrique Geenen
Franz Heinrich Bodenstaff (Weeze, 13 de fevereiro de 1874 – São Paulo, 6 de setembro de 1933), conhecido como Henrique Geenen, foi um filósofo alemão conhecido por suas contribuições à intelectualidade brasileira no início do século XX, escrevendo e lecionando sobre lógica, psicologia, filologia e educação. Entre outros feitos, notabilizou-se por sua influência na formação inicial de intelectuais como João Cruz Costa e Renato Locchi.